# Ліале-Кол-є-Паїн
Ліале-Кол-є-Паїн (перс. لياله كل پايين) — село в Ірані, у дегестані Тутакі, у Центральному бахші, шагрестані Сіяхкаль остану Ґілян. За даними перепису 2006 року, його населення становило 20 осіб, що проживали у складі 5 сімей.

## Клімат
Середня річна температура становить 14,21 °C, середня максимальна – 28,23 °C, а середня мінімальна – -0,01 °C. Середня річна кількість опадів – 924 мм.
| Клімат поселення                              | Клімат поселення | Клімат поселення | Клімат поселення | Клімат поселення | Клімат поселення | Клімат поселення | Клімат поселення | Клімат поселення | Клімат поселення | Клімат поселення | Клімат поселення | Клімат поселення | Клімат поселення |
| Показник                                      | Січ.             | Лют.             | Бер.             | Квіт.            | Трав.            | Черв.            | Лип.             | Серп.            | Вер.             | Жовт.            | Лист.            | Груд.            |                  |
| Середній максимум, °C                         | 12,20            | 11,58            | 12,55            | 17,07            | 21,52            | 26,79            | 28,23            | 28,06            | 23,65            | 20,54            | 16,44            | 12,29            |                  |
| Середня температура, °C                       | 6,40             | 5,79             | 6,78             | 11,28            | 15,72            | 21,00            | 23,95            | 23,78            | 19,37            | 16,28            | 12,18            | 8,01             |                  |
| Середній мінімум, °C                          | 0,62             | −0,01            | 0,97             | 5,48             | 9,94             | 15,18            | 19,67            | 19,51            | 15,11            | 12,02            | 7,91             | 3,73             |                  |
| Норма опадів, мм                              | 85               | 73               | 82               | 53               | 44               | 28               | 28               | 44               | 94               | 149              | 129              | 115              |                  |
| Середньомісячна швидкість вітру, м/с          | 2.27             | 2.51             | 2.50             | 2.50             | 2.29             | 2.23             | 2.50             | 2.20             | 1.97             | 2.09             | 2.00             | 2.13             |                  |
| Середньомісячна сонячна радіація, кДж/м²·день | 7233             | 9365             | 11355            | 15722            | 19650            | 21616            | 22203            | 18923            | 15516            | 11044            | 8789             | 6862             |                  |
| --------------------------------------------- | ---------------- | ---------------- | ---------------- | ---------------- | ---------------- | ---------------- | ---------------- | ---------------- | ---------------- | ---------------- | ---------------- | ---------------- | ---------------- |
| Джерело:                                      |                  |                  |                  |                  |                  |                  |                  |                  |                  |                  |                  |                  |                  |